# Efkarpía (Thessalonique)
Efkarpía, en grec moderne : Ευκαρπία, est une ville et un ancien dème du district régional de Thessalonique, en Macédoine-Centrale, Grèce. Depuis 2010, il est fusionné au sein du dème de Pávlos Melás.
Selon le recensement de 2011, la population du dème ainsi que celle de la localité s'élève à 13 905 habitants.